# Arthroleptis troglodytes
Espèce
Synonymes
- Schoutedenella troglodytes (Poynton, 1963)

Statut de conservation UICN

 CR B1ab(iii) : 
En danger critique
Arthroleptis troglodytes est une espèce d'amphibiens de la famille des Arthroleptidae.

## Répartition
Cette espèce est endémique du Zimbabwe. Elle se rencontre au-dessus de 1 500 m d'altitude dans les monts Chimanimani.

## Publication originale
- Poynton, 1963 : A new giant species of Arthroleptis (Amphibia: Anura) from the Rubeho Mountains, Tanzania. African Journal of Herpetology, vol. 52, p. 107-112.